# Porites lutea
Porites lutea là một loài san hô trong họ Poritidae. Chúng mọc ở vùng nước rất nông trên các rạn san hô ở khu vực Ấn Độ - Thái Bình Dương. Đôi khi chúng hình thành các "vòng san hô chết" trong vùng gian triều và những cấu trúc khổng lồ này đã được sử dụng để nghiên cứu chiều hướng của mực nước biển và nhiệt độ nước biển. Loài này được Milne Edwards & Haime mô tả khoa học năm 1851.

## Mô tả
Porites lutea tụ thành những ụ đất lớn, nhẵn nhụi, tiểu rạn san hô vòng của chúng là một gò có hình bán cầu hoặc hình dạng mũ sắt của lính, có chiều ngang lên đến 4 m (13 ft). Cốc xương có tường bao quanh mỏng và được ép chặt, một số từ 1 đến 1,5 mm (0,04 đến 0,06 in) đường kính. Trái ngược với Porites lobata, chúng có các hạt đá xốp mang yếu tố xương, bao gồm năm thùy pali ở phía trên gần trung tâm của ụ san hô. Màu sắc của loài san hô này thường là màu kem hoặc vàng, đôi khi ở môi trường sống nước nông chúng có các màu sáng hơn.

## Phân bố và môi trường sống
Porites lutea có nguồn gốc từ vùng biển nhiệt đới thuộc Ấn Độ Dương - Thái Bình Dương. Phạm vi sống của chúng kéo dài từ Madagascar và bờ biển phía đông của châu Phi đến Malaysia, Indonesia, Philippines, Nhật Bản, phía bắc và phía đông Australia. Chúng xuất hiện ở rìa cuối rạn san hô, trong các đầm phá và các rạn san hô viền bờ. Chúng là một loài phổ biến, thường xuất hiện với Porites australiensis và Porites lobata.

## Hệ sinh thái
Loài san hô này có thể hình thành các "ụ san hô cỡ nhỏ" (microatolls) ở vùng triều; là những gò hình đĩa với vật liệu san hô chết ở trên cùng và vật liệu sống bao quanh chu vi của nó, tiếp tục phát triển sang các bên. Đôi khi những cấu trúc này vẫn còn ở dạng ụ nhỏ hóa thạch, trong đó không có thùy thuôn dài (polyp) sống nào tồn tại nhưng hình thái tiểu rạn san hô vòng được giữ lại. Các ụ hóa thạch co nhỏ của Porites lutea kết hợp với việc xác định niên đại chính xác của các vòng sinh trưởng hàng năm riêng lẻ bằng phương pháp xác định niên đại uranium-thorium, cho phép các cấu trúc này được sử dụng để xác định những thay đổi tương đối trong quá khứ của mực nước biển. Việc sử dụng chúng cho mục đích này trên các rạn san hô ở Biển Đông đã cho thấy rằng trong giai đoạn 7000–6550 năm về trước, mực nước biển cao hơn hiện nay khoảng 170 đến 220 xentimét (67 đến 87 in), với bốn hoặc nhiều hơn chu kỳ biến động.
Ở Yemen, bọt biển đỏ Clathria aceratoobtusa không phải bản địa, xâm lấn, phát triển trên bề mặt san hô, với tốc độ khoảng 1 cm (0,4 in) mỗi tháng, bóp nghẹt và giết chết nó. Một dòng mô san hô chết mỏng màu trắng ngăn cách các mô san hô khỏe mạnh tránh khỏi lớp bọt biển tấn tới.
Đôi khi các mảnh Porites lutea tách ra khỏi tiểu rạn san hô vòng. Chúng có thể vẫn còn sống và cuối cùng rơi sâu xuống dốc đá ngầm, hoặc di chuyển đến vị trí mới theo dòng chảy hoặc sóng của biển; bằng cách này, các tiểu rạn san hô vòng mới hoặc thậm chí các rạn san hô mới có thể hình thành ở những vị trí không thích hợp cho việc định cư của ấu trùng.

## Nghiên cứu
Tốc độ phát triển của san hô bị ảnh hưởng bởi điều kiện môi trường; những mảng san hô khổng lồ tạo ra một dải dài calci cacbonat hàng năm, và độ dày của dải cho biết tốc độ phát triển của chúng. Các nhà nghiên cứu ở Indonesia đã nghiên cứu tốc độ phát triển của Porites lutea và tương quan điều này với hiện tượng El Niño. Tốc độ tăng trưởng cao hơn ở các sườn dốc dưới tác động của sóng lớn hơn, và tăng trưởng thấp hơn ở các sườn dốc ít có sóng chuyển động hơn. Tốc độ tăng ở mức cao nhất vào năm 1992, khi nhiệt độ nước biển là khoảng 28 °C (82 °F), và thấp nhất vào năm 1998 khi nhiệt độ là 29,6 °C (85,3 °F). Mối tương quan giữa nhiệt độ nước và tốc độ tăng trưởng rất phức tạp, nhưng nhìn chung thì tốc độ tăng trưởng của san hô thấp hơn khi san hô bị căng thẳng bởi nhiệt độ nước cao hơn.
Khi Porites lutea tiếp xúc với mức độ sắt cao đã dẫn đến sự tẩy trắng thấy rõ qua sự mất mát của tảo đơn bào cộng sinh; tuy nhiên ảnh hưởng này ít được ghi nhận hơn ở những san hô từng tiếp xúc với mức độ sắt cao, cho thấy sự phát triển của khả năng chịu đựng với kim loại.